# كوشك السفلي (دشتاب)
كوشك السفلي (بالفارسية: کوشک سفلی) هي قرية تقع في إيران في قسم دشتاب الريفي. يقدر عدد سكانها بـ 83 نسمة بحسب إحصاء 2016.